# Naturizam
Naturizam ili nudizam je kulturni i politički pokret zasnovan na ideji promoviranja i podržavanju društvenog nudizma u privatnosti i javnosti. Naturizam može biti i "način života" (tj. životni stil) zasnovan na privatnom, obiteljskom i/ili društvenom nudizmu.
Filozofija naturizma ima nekoliko izvora, od kojih mnogi potječu iz zdravstvene i rekreacijske filozofije u Njemačkoj iz ranog dvadesetog stoljeća, iako se koncept vraćanja prirodi i stvaranja jednakosti spominje i kao nadahnuće -inspiracija. Ideja se iz Njemačke proširila u Englesku, Kanadu, SAD i dalje, gdje su onda i nastali prvi klubovi. Model Njemačkog (Deutscher Verband für Freikörperkultur - DFK) naturizma promiče obiteljski i sportsko rekreacijski naturizam, DFK je član Njemačkog olimpijskog saveza. S druge strane francuski naturizam se razvio na osnovi velikih turističkih kompleksa, što je utjecalo na ideju naturizma u SAD-u i Quebecu. Naknadni razvoj naturizma obuhvaća turistički naturizam, gdje su kao poznatije odredište poznati Karibi, ovo podrazumijeva gradnju nudističkih centara tj. boravišta, koji su samostalniji.
U novije vrijeme, nudističke plaže i druge vrste anonimnih nudističkih aktivnosti služe onima koji žele sudjelovati u naturizmu bez nužnog sudjelovanja u određenom klubu.
Naturizam ne uključuje erotiku ili vulgarnu seksualnost, iako je ovo neki puta povezano s naturizmom u medijima i javnom mišljenju.

## Vanjske poveznice
- Društvo Naturista Hrvatske  Arhivirana inačica izvorne stranice od 2. rujna 2013. (Wayback Machine)
- Međunarodna naturistička federacija
- I Nudisti - Social Network Community